# Elezioni primarie del Partito Repubblicano del 2020 (Stati Uniti d'America)
Le elezioni primarie del Partito Repubblicano statunitense del 2020 si sono tenute tra i mesi di febbraio e agosto dello stesso anno, in vista delle elezioni generali di novembre.
Il Presidente uscente Donald Trump aveva annunciato già nel gennaio 2017, immediatamente dopo il suo insediamento alla Casa Bianca, che avrebbe corso per un secondo mandato, e nel gennaio 2019 il comitato nazionale del Partito Repubblicano ha deliberato il proprio appoggio alla sua rielezione. Alcuni Stati hanno pertanto annullato le primarie.

## Candidati
Il presidente uscente Donald Trump aveva annunciato la propria intenzione di correre per un secondo mandato già all'indomani del suo insediamento alla Casa bianca, candidatura poi ufficializzata nel giugno 2018. Le altre principali candidature pervenute sono quelle di Joe Walsh, ex membro della Camera dei rappresentanti, e di Bill Weld, ex governatore del Massachusetts e già candidato vicepresidente per il Partito Libertario nel 2016. Speculazioni che vedevano come possibili candidati alle primarie repubblicane esponenti di spicco del partito come John Kasich o Mitt Romney non si sono poi concretizzate.

### Candidati principali
| Nome         | Dati di nascita con età all'inizio della convention | Cariche precedenti                                   | Stato di provenienza | Data annuncio candidatura | Logo campagna | Note  |
| ------------ | --------------------------------------------------- | ---------------------------------------------------- | -------------------- | ------------------------- | ------------- | ----- |
| Donald Trump | 14 giugno 1946 (73 anni) New York, New York         | Presidente degli Stati Uniti d'America (2017 - 2021) | Florida              | 18 giugno 2019            |               | [ 4 ] |

#### Candidati ritirati durante le primarie
| Nome      | Dati di nascita con età all'inizio della convention   | Cariche precedenti                                                | Stato di provenienza | Data annuncio candidatura | Data ritiro     | Logo campagna | Note  |
| --------- | ----------------------------------------------------- | ----------------------------------------------------------------- | -------------------- | ------------------------- | --------------- | ------------- | ----- |
| Joe Walsh | 27 dicembre 1961 (58 anni) North Barrington, Illinois | Membro della Camera dei rappresentanti per l'Illinois (2011-2013) | Illinois             | 25 agosto 2019            | 7 febbraio 2020 |               | [ 5 ] |
| Bill Weld | 31 luglio 1945 (74 anni) Smithtown, New York          | Governatore del Massachusetts (1991-1997)                         | Massachusetts        | 15 aprile 2019            | 18 marzo 2020   |               | [ 6 ] |

## Congresso nazionale
La convention nazionale, inizialmente prevista a Charlotte, Carolina del Nord, ma poi spostata a causa della pandemia di COVID-19, si è tenuta dal 24 al 27 agosto 2020 a Jacksonville, Florida.